# Goclenius (krater księżycowy)
Goclenius – krater uderzeniowy na Księżycu, położony na wschodniej krawędzi Mare Fecunditatis. Leży na południowy wschód od zalanego lawą krateru Gutenberg i na północ od krateru Magelhaens. Od północno-zachodniego brzegu krateru w kierunku północnym biegnie system szczelin zwanych Rimae Goclenius. Ta formacja rozciąga się na długości 240 km.
Zewnętrzna ściana krateru jest zniszczona i nieregularna, przypominająca kształtem jajo. Wnętrze jest zalane lawą, a powierzchnię przecinają szczeliny należące do Rimae Goclenius. Podobne szczeliny przecinają krater Gutenberg, co sugeruje że powstały w tym samym czasie, po utworzeniu się kraterów.

## Satelickie kratery
| Goclenius | Szerokość | Długość | Średnica |
| --------- | --------- | ------- | -------- |
| B         | 9,2° S    | 44,4° E | 7 km     |
| U         | 9,3° S    | 50,1° E | 22 km    |